# Жар, Александру
Александру Жар (настоящие имя и фамилия – Соломон Якоб; рум. Alexandru Jar; 20 ноября 1911, Яссы – 10 ноября 1988, Бухарест) – румынский поэт и прозаик еврейского происхождения. Литературный псевдоним Александру Аврам.
Лауреат Государственной премии Румынии (1950).
Представитель соцреализма.

## Биография
Самоучка.
Член нелегальной Румынской коммунистической партии. Арестовывался за политическую деятельность и бежал из тюрем. Добровольцем участвовал в Гражданской войне в Испании, затем во французском движении Сопротивления вместе со своей женой Ольгой Банчик, которая была казнена нацистами в 1944 году.
Вернулся в Румынию в 1943 году. После переворота в Румынии 1944 года занимал различные административные должности, в том числе будущем Союзе румынских писателей.

## Творчество
Дебютировал в литературе в 1930 году в журнале Bluze albastre. Публиковал свои произведения в журналах Cuvântul liber, Shantier, Vremea, Tinerețea и Flacăra. В 1946 году издал два сборника стихов («Poemul marii dêptări» и «Fragment de veac»), работал в прозе.
Автор ряда романов Evadare, (1949); Sfârșitul jalbelor, (1950); La borna 202, (1951); Marea pregătire, (1952); Undeva pe Dunăre, (1952), Trădarea lunii, (1968); Eu, Consula!, (1971), а также нескольких сборников рассказов, таких как «Техника сделала свое дело» (1951) и «Нос и счастье мира» (1976).
В 1956 году он вместе с драматургом Михаилом Давидоглу и литературным критиком Ионом Витнером (1914—1991) подвергся критике со стороны видного идеолога румынской компартии Мирона Константинеску за «интеллектуально-либеральные тенденции» в творчестве и «буржуазный идеализм».
Ему запретили публиковаться с 1956 по 1966 год.